# Grootebroek

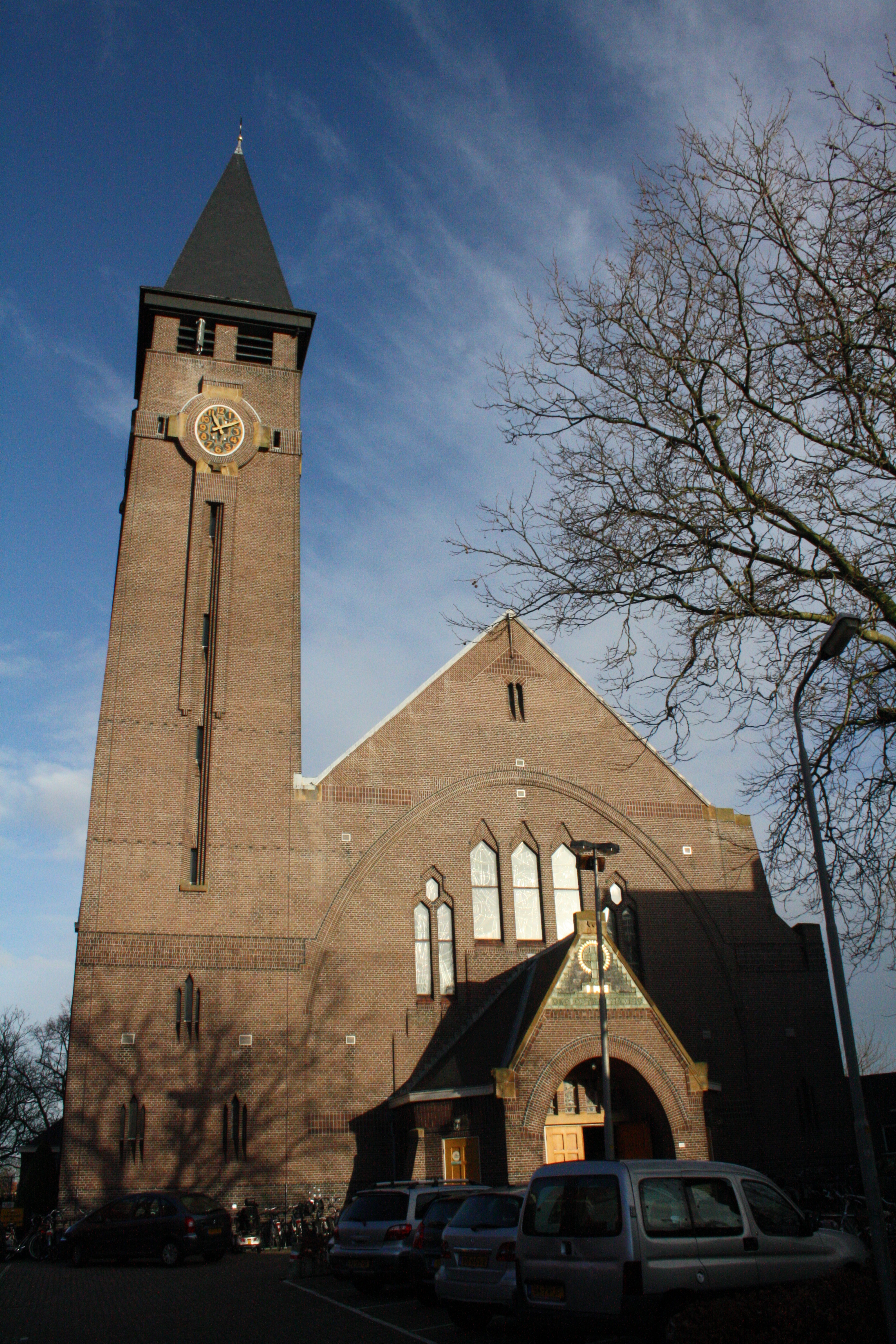
Grootebroek: la chiesa di San Giovanni Battista

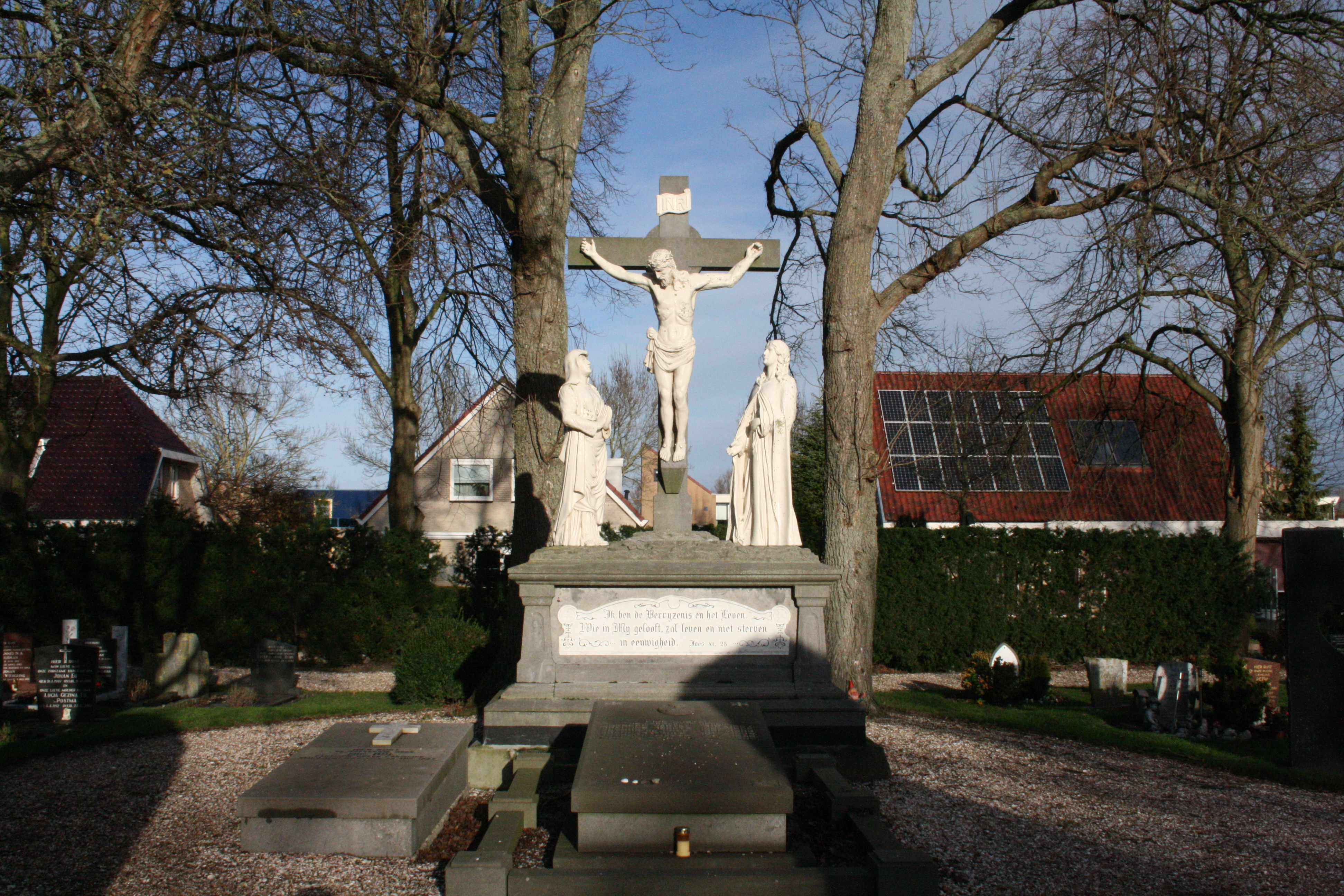
Scultura presso il cimitero di Grootebroek

Grootebroek è una cittadina di circa 9.600-9.700 abitanti del nord-ovest dei Paesi Bassi, facente parte della  provincia dell'Olanda Settentrionale (Noord-Holland) e situata nella regione della Frisia Occidentale (West-Friesland). Dal punto di vista amministrativo, si tratta di un ex-comune, dal 1979 inglobato nella municipalità di Stede Broec.

## Geografia fisica
Grootebroek si trova a sud di Andijk, non lontano dalla costa che si affaccia sull'IJsselmeer, tra le località Enkhuizen e Hoogkarspel (rispettivamente a ovest della prima e ad est della seconda), nelle immediate vicinanze di Lutjebroek e Bovenkarspel.
Grootebroek occupa un'area di 5,25  km2, di cui 0,32  km2 sono costituiti da acqua.

## Storia

### Dalle origini ai giorni nostri
La località venne menzionata per la prima volta nel 1250 in una bolla papale redatta da Innocenzo IV.
Nel 1364, il duca Albrecht van Beieren concesse a Grootebroek lo status di città.
Nel corso del XV secolo operava a Grootebroek un convento di suore, convento in seguito dismesso dopo la riforma protestante e occupato nel 1572 dai geuzen, i soldati calvinisti.

### Simboli
Nello stemma di Groetebroek, adottato nel 1814, sono raffigurati un albero argentato e tre stelle dorate su sfondo blu.

## Monumenti e luoghi d'interesse

### Architetture religiose

#### Oude Kerk
Principale edificio religioso di Grootebroek è la Oude Kerk ("chiesa vecchia"), situata lungo la Zesstedenweg e costruita nel 1849, ma che presenta un campanile le cui origini risalgono al XV secolo.

#### Chiesa di San Giovanni Battista
Sempre lungo la Zesstedenweg, si trova anche la chiesa di San Giovanni Battista, realizzata nel 1927 su progetto dell'architetto S.B. van Sante.

### Architetture civili

#### Municipio di Grootebroek
Altro edificio d'interesse è l'ex-municipio, sempre situato lungo la Zesstedenweg e realizzato nel 1930 su progetto dell'architetto J.A. Schrijnder.

### Siti archeologici
A Grootebroek si trova inoltre un'area collinare adibita a sepoltura durante l'Età del Bronzo.

## Società

### Evoluzione demografica
Al censimento del 2024, Grootebroek contava una popolazione pari a 9695 unità.
La popolazione al di sotto dei 16 anni era pari a 1610 unità, mentre la popolazione dai 65 anni in su era pari a 2110 unità. La popolazione di origine straniere era pari a 2065 unità.
Dal 2013, quando Grootebroek contava 8812 abitanti, la località ha sempre conosciuto un progressivo incremento demografico.